# Copris keralensis
Copris keralensis là một loài bọ cánh cứng trong họ Bọ hung (Scarabaeidae).